# All About Jasmine
All About Jasmine è un film pornografico statunitense del 2010 diretto da Steve Holmes.